# Ренуар (персонаж)
Ренуа́р (фр. Rainouart) — персонаж французского эпоса, рыцарь-великан, крещёный сарацин.
Один из основных героев поэм «Песнь о Гильоме» и «Алисканс» (дублирующих друг друга по сюжету), главный герой ещё двух поэм.

## Произведения

### Песнь о Гильоме / Алисканс
Юный Ренуар — брат Гибор, жены Гильома Оранжского. Семь лет он был поварёнком на королевской кухне у Людовика. Наконец Гильом берёт его с собой в поход кухонным мальчишкой. В сражении с сарацинами франкам приходится туго. Тогда Ренуар хватает оглоблю и косит врагов как траву. Среди них находится лишь один достойный противник, эмир Балан, тоже гигант, сражающийся огромной палицей. Но и с ним Ренуар справляется, выиграв таким образом битву почти в одиночку.
После боя Гильом устраивает пир для своих воинов, а Ренуара пригласить забывает. В обиде Ренуар уезжает. Гильом едет его искать вместе с женой и отцом, в конце концов находит и вознаграждает. Ренуар принимает христианство и становится рыцарем. Король Людовик даёт ему в жёны свою дочь Аэлису.

### Битва с Локвифером[1]
У Ренуара и Аэлисы рождается сын Маллефер (во время родов Аэлиса умирает), а тем временем Ренуар сражается с сарацинским великаном Локвифером, предводителем войска, осадившего Порпайар, стольный город Ренуара, полученный им от Гильома. Поединок происходит на острове, длится долго и заканчивается победой Ренуара. Карлик Пиколет похищает сына Ренуара, но не передаёт его в руки врагов. Ренуар попадает на остров Авалон, где царствует король Артур; тут у Ренуара возникает короткая любовная связь с сестрой Артура феей Морганой, в результате чего появляется на свет Корбон.

### Монашество Ренуара[2]
После смерти жены и похищения сына Ренуар поступает в монастырь. Там он ссорится с монахами, воюет с воровской шайкой в ближнем лесу, нападает на сарацинские отряды. Сын героя Маллефер во главе войска неверных осаждает Оранж. Гильом зовет на помощь Ренуара. Во время осады происходит поединок отца с сыном, их узнавание, принятие Маллефером христианства. По возвращении в монастырь Ренуар снова ссорится с монахами. Те призывают сарацина Тибо с войском, но герой оказывается победителем и захватывает сокровища Тибо. Война с сарацинами заставляет вступить в неё и Гильома с Маллефером. Исход войны решается поединком Ренуара с сарацинским гигантом Гадифером. Ренуар побеждает. Герой возвращается в монастырь, где вскоре умирает. Спустя короткое время умирает и Маллефер, а Тибо вновь нападает на христиан.